# Tibouchina herbaceae
A Tibouchina herbaceae é uma espécie de Tibouchina conhecida como "Quaresmeira" que tornou-se uma praga no Condado de Maui, Hawaii. Suas flores apresentam coloração roxa – para diferencia-la da Tibouchina urvilleana (ou semidecandra) se deve observar seus androceus, amarelos e grossos.
Ela é um subarbusto com ramos tetragonais, moderadamente a densamente setulosos com pêlos glandulosos, aumentando a quantidade nas partes jovens da planta – apresenta folhas com dimensões de 2 a 6 centímetros de comprimento e 0.5 a 2.5 centímetros de largura, tendo cinco nervuras e consistência cartácea. Seus habitats naturais são pântanos, campos e bordas de matas. Sua floração ocorre entre os meses de Janeiro e Maio.